# Ixion (planetka)
(28978) Ixion je transneptunické těleso, patřící mezi tzv. plutina (tělesa Kuiperova pásu obíhající kolem Slunce v dráhové rezonanci s Neptunem 2:3). Objeven byl 22. května 2001 na Cerro Tololo Inter-American Observatory v Chile. Na základě pozorování Spitzerovým vesmírným dalekohledem byl jeho průměr odhadnut na 650 km.
Podle astronomické konvence jsou pro plutina vybírána jména spojená s podsvětím. Ixion je pojmenován po Ixiónovi, lapitském králi z řecké mytologie, který byl uvržen do Tartaru a vpleten do kola, které se stále otáčí. 